# Phyllonorycter mirbeckifoliae
Phyllonorycter mirbeckifoliae là một loài bướm đêm thuộc họ Gracillariidae. Nó được tìm thấy ở Tunisia.
Ấu trùng ăn Quercus mirbeckii. Chúng ăn lá nơi chúng làm tổ. Tổ nằm ở mặt dưới của lá.